# Bosanska Gradiška

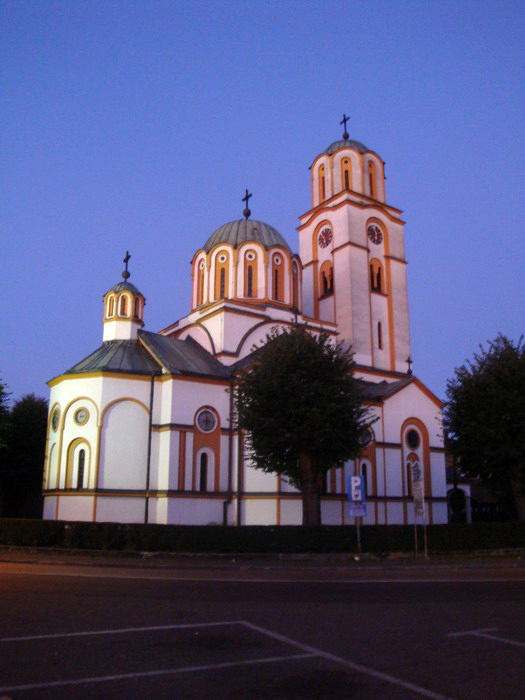

Gradiška (Servisch: Градишка) (voorheen Bosanska Gradiška) is een gemeente in Bosnië en Herzegovina.
Gradiška telt 59.974 inwoners (1991). De oppervlakte bedraagt 762 km², de bevolkingsdichtheid is 78,7 inwoners per km².

## Plaatsen in de gemeente
Adžići, Berek, Bistrica, Bok Jankovac, Gradiška, Brestovčina, Bukovac, Cerovljani, Cimiroti, Čatrnja, Čelinovac, Čikule, Donja Dolina, Donja Jurkovica, Donji Karajzovci, Donji Podgradci, Dragelji, Dubrave, Elezagići, Gašnica, Gornja Dolina, Gornja Jurkovica, Gornja Lipovača, Gornji Karajzovci, Gornji Podgradci, Grbavci, Greda, Jablanica, Jazovac, Kijevci, Kočićevo, Kozara, Kozinci, Krajišnik, Kruškik, Laminci Brezici, Laminci Dubrave, Laminci Jaružani, Laminci Sređani, Liskovac, Lužani, Mačkovac, Mašići, Mičije, Miloševo Brdo, Miljevići, Mokrice, Nova Topola, Novo Selo, Orahova, Orubica, Petrovo Selo, Rogolji, Romanovci, Rovine, Samardžije, Seferovci, Sovjak, Srednja Jurkovica, Šaškinovci, Trebovljani, Trnovac, Trošelji, Turjak, Vakuf, Vilusi, Vrbaška en Žeravica.

## Geboren
- Marko Marin (13 maart 1989), Duits voetballer

Federatie van Bosnië en Herzegovina:

Banovići · Bihać · Bosanska Krupa · Bosanski Petrovac · Bosansko Grahovo · Breza · Bugojno · Busovača · Bužim · Čapljina · Cazin · Čelić · Centar · Čitluk · Drvar · Doboj Istok · Doboj Jug · Dobretići · Domaljevac-Šamac · Donji Vakuf · Foča-Ustikolina · Fojnica · Glamoč · Goražde · Gornji Vakuf-Uskoplje · Gračanica · Gradačac · Grude · Hadžići · Ilidža · Ilijaš · Jablanica · Jajce · Kakanj · Kalesija · Kiseljak · Kladanj · Ključ · Konjic · Kreševo · Kupres · Livno · Ljubuški · Lukavac · Maglaj · Mostar · Neum · Novi Grad · Novo Sarajevo · Novi Travnik · Odžak · Olovo · Orašje · Pale-Prača · Posušje · Prozor-Rama · Ravno · Sanski Most · Sapna · Široki Brijeg · Srebrenik · Stari Grad · Stolac · Teočak · Tešanj · Tomislavgrad · Travnik · Trnovo · Tuzla · Usora · Vareš · Velika Kladuša · Visoko · Vitez · Vogošća · Zavidovići · Zenica · Žepče · Živinice

De hoofdstad Sarajevo bestaat uit de gemeenten Centar, Novi Grad, Novo Sarajevo en Stari Grad.
Servische Republiek:

Banja Luka · Berkovići · Bijeljina · Bileća · Bosanska Kostajnica · Brod · Bratunac · Čajniče · Čelinac · Derventa · Doboj · Donji Žabar · Foča · Gacko · Gradiška · Han Pijesak · Istočni Drvar · Istočna Ilidža · Istočni Mostar · Istočno Novo Sarajevo · Istočno Sarajevo · Istočni Stari Grad · Jezero · Kalinovik · Kneževo · Kozarska Dubica · Kotor Varoš · Krupa na Uni · Srpski Kupres · Laktaši · Ljubinje · Lopare · Milići · Modriča · Mrkonjić Grad · Nevesinje · Novi Grad · Osmaci · Oštra Luka · Pale · Pelagićevo · Petrovac · Petrovo · Prijedor · Prnjavor · Ribnik · Rogatica · Rudo · Šamac · Šekovići · Šipovo · Sokolac · Srbac · Srebrenica · Teslić · Trebinje · Trnovo · Ugljevik · Ustiprača · Višegrad · Vlasenica · Vukosavlje · Zvornik